# الغیبة (نعمانی)
کتاب الغیبة اثر محمّد بن ابراهیم بن جعفر معروف به نعمانی است. این کتاب یک از قدیمی‌ترین کتاب پیرامون امام دوازدهم شیعیان و مسائل مربوط به ظهور می‌باشد که در سال ۳۴۲ هجری قمری در اوایل غیبت کبری به تألیف درآمد. 
نعمانی برای رفع شکی که پس از مرگ امام یازدهم شیعیان حسن عسکری میان ایشان افتاده بود، این کتاب را نوشت با این امید که شیعیان ضرورت غیبت را ثابت کند.

## نویسنده
ابوعبدالله محمد ابن ابراهیم نعمانی درگذشته 361 هجری/970 میلادی یکی از شاگردان شیخ کلینی است. وی کتاب الغیبه را در سال 342 هق/953 تکمیل و نگاشته است.

## انگیزه نگارش
وی دربارهٔ انگیزه نوشتن این کتاب بیان می‌کند:«من در جامعه می‌دیدم شیعیان و علاقه‌مندان به محمد و آل محمد صلوات الله علیهم اجمعین به گروه‌های مختلفی تقسیم شده‌اند و نسبت به امام زمان و ولی امر و حجت پروردگار خود سرگردان گشته‌اند. پس از بررسی، دلیل آن را غیبت آن حضرت یافتم، چنان که رسول خدا و حضرت علی و ائمه معصومین نیز به آن اشاره نموده‌اند؛ لذا به یاری خداوند بر آن شدم تا روایاتی که مشایخ بزرگ روایی از امیرالمؤمنین و ائمه معصومین درباره غیبت امام عصر روایت کرده‌اند جمع‌آوری نمایم. بسیاری از روایاتی که هم اکنون در اختیار من است را علمای اهل تسنن نیز روایت کرده‌اند.البته روایات آنان در این باره بسیار گسترده‌تر از روایاتی است که هم اکنون در اختیار من می‌باشد.»
نعمانی بیان می‌کند که  که بیشتر شیعیان هم نسل وی درباره هویت امام حاضر یا تردید دارند یا  در مورد غیبت اش شک و تردید دارند. نعمانی دلیل این تردیدها را بیشتر غفلت و نیز متعلق به اهل زخرف و باطل و جذب شدن در علائق دنیوی  می داند که مردم را از صراط مستقیم منحرف می‌کند.

## چاپ فارسی کتاب
کتاب الغیبه تحت عنوان کتاب غیبت نعمانی توسط مترجمین و ناشرین مختلف به چاپ رسیده است. موارد ذیل برخی از ناشرین و مترجمین این اثر می باشند
- غیبت نعمانی، ترجمه محمد جواد غفاری، انتشارات دارالکتاب الاسلامیه
- غیبت نعمانی، ترجمه محمد جواد غفاری، انتشارات صدوق
- غیبت نعمانی، ترجمه جابر رضوانی، انتشارات دارالفکر و اندیشه مولانا
- غیبت نعمانی، ترجمه مجتبی عزیزی، انتشارات کتاب جمکران[۳]